# Ꚕ

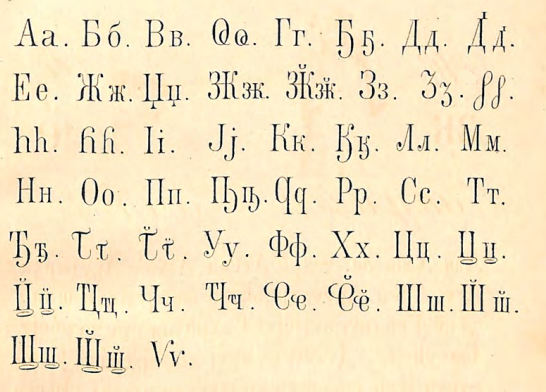
Ꚕ у абхазькій абетці 1892 р.

Ꚕ (в Юнікоді називається хве) — буква розширеної кирилиці, яка використовувалася XIX ст. в абхазькій мові. Відповідає теперішньому диграфу Ҳә, що означає глухий гортанний фрикативний /ħw/. Утворена від Һ.